# Still Remains
Still Remains est un groupe de metalcore américain, originaire de Grand Rapids, dans le Michigan. Le groupe, formé depuis 2001, est sous contrat avec Roadrunner Records. Le death metal mélodique du groupe In Flames est une de leurs principales influences.
Le 25 mars 2008, le groupe annonce dans un communiqué leur séparation qui aura lieu après le festival Cornerstone aux États-Unis, début juillet 2008, où se tiendra donc leur dernier concert. Ils se réunissent pour un concert, en mars 2011. En mai, leur réunion est annoncée comme officielle. Le 1er janvier 2012, Reading Lips, leur nouveau single, est disponible à l'écoute, le premier morceau de Still Remains après quatre ans d'inactivité.

## Biographie

### Débuts
En octobre 2003, Still Remains publie leur EP, Dying with a Smile.  Depuis le début, Still Remains joue localement (dans des événements comme le Skelletones de Grand Rapids) et se fait un nom. Un an plus tard, un EP, intitulé If Love Was Born to Die, est publié. Still Remains ne fera jamais partie du label Benchmark Records qui, pourtant, publiera leur EP.
Peu après, en septembre 2004, le groupe signe chez Roadrunner Records, auquel ils publient leur premier album studio le 3 mai 2005, intitulé Of Love and Lunacy. L'album comprend deux singles, The Worst is Yet to Come et White Walls. Le single principal est joué notamment sur Scuzz et Kerrang!. Le groupe tourne en soutien à l'album ; leur première tournée est organisée au Royaume-Uni dans une tournée organisée par Roadrunner Records, le Roadrage Tour, avec Trivium et 3 Inches of Blood. Ils se joignent aussi à Bullet for My Valentine, Aiden et Hawthorne Heights à la tournée Kerrang XXV. Quelques mois plus tard, ils enregistrent leur deuxième album, The Serpent. En février 2006, le groupe annonce 60 dates de tournées nord-américaines. En juillet 2006, ils se séparent de leur claviériste Zach Roth.
The Serpent est publié le 7 août 2007. L'album assiste un changement de style vocal de la part de Miller, plus mélodique que dans leur précédent album. Le single Stay Captive est joué sur Scuzz. Le second s'intitule Dancing with the Enemy. À la fin de 2007, ils soutiennent Aiden et partent en tournée en novembre avec Atreyu au Royaume-Uni. Le groupe enregistre plus tard une reprise de la chanson Head Like a Hole des Nine Inch Nails pour l'album High Voltage: A Brief History of Rock. Le 25 mars 2008, Still Remains annonce sa séparation durant l'année.

### Post-séparation
Après la séparation de Still Remains, T.J. Miller se lance dans l'écriture d'un album avec son nouveau groupe From the Raven, qui comprend les membres de Ozenza, Apostles, et The Omega Experiment. Ben Schauland se joint au groupe de glamcore Blessed by a Broken Heart sous le nom de Rex Krueger. Jordan Whelan et Adrian « Bone » Green forment le groupe Anthem Alone. Mike Church se joint à A.J. Barrette pour former le groupe Juleus. Evan Willey rejoint Apostles, un groupe de rock metal. Cameron MacIntosh forme le groupe Chinook.

### Réunion
Still Remains se réunit pour le dernier concert de Haste the Day le 11 mars 2011, au Egyptian Room at the Old National Centre d'Indianapolis, dans l'Indiana. Le groupe joue neuf chansons et comprend tous les membres présents sur l'album Of Love and Lunacy. Le 7 mai, le groupe annonce officiellement sa réunion, ainsi que la sortie d'un nouvel album.
Le 1er janvier 2012, Still Remains publie Reading Lips, leur première chanson en quatre ans. En mars 2013, le groupe lance un appel aux dons sur Kickstarter pour financer leur nouvel album, qui est intitulé Ceasing to Breathe et publié le 17 décembre 2013.

## Membres

### Membres actuels
- T J Miller - chant (2002–2008, depuis 2011)
- Jordan Whelan - guitare (2002–2008, depuis 2011)
- Mike Church - guitare, chant (2005–2008, depuis 2011)
- A.J. Barrette - batterie (2004–2005, depuis 2011)
- Zach Roth - clavier (2002–2006, depuis 2011)
- Kenny Polidan – basse (depuis 2012)

### Anciens membres
- Jordan Gilliam - guitare, chant (2002–2003)
- Cameron MacIntosh - batterie (2002–2004)
- Steve Schallert - guitare, chant (2003–2004)
- Adrian « Bone » Green - batterie (2005–2008, 2011)
- Steve Hetland – basse (2006–2008)
- Ben Schauland - clavier, synthétiseur (2006–2008)
- Evan Willey - basse  (2002–2006, 2011)